# قوات شبه عسكرية

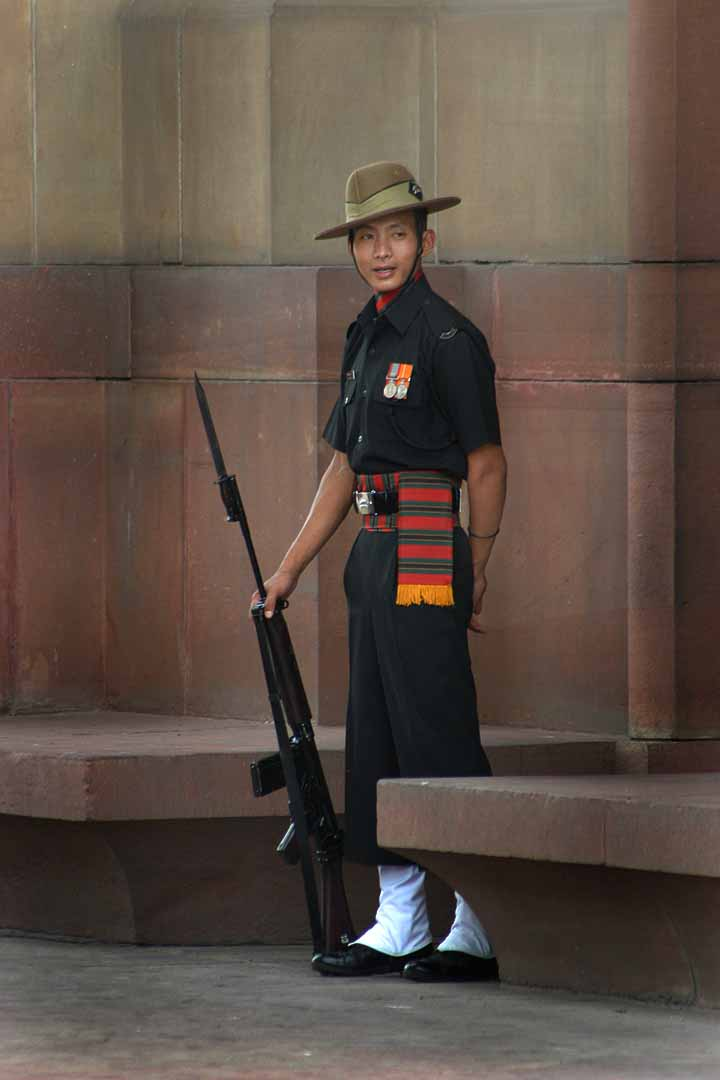
جندي من قوات "بنادق أسام" في نوبة حراسة بالعاصمة الهندية نيودلهي

القوات شبه العسكرية (بالإنجليزية: Paramilitary)‏ هي قوات وظيفتها وتشكيلاتها تشابه القوات العسكرية النظامية لكنها لا تعدّ جزءاً من القوات المسلحة مثل قوات حرس الحدود التابعة لقوة الشرطة، ويشمل مصطلح القوات الشبه عسكرية أي تكون مشابهة للجيش في تنظيمها الداخلي، وتختلف تنظيمات القوات شبه العسكرية من دولة إلى أخرى، ومن أمثلة القوات شبه العسكرية في العالم قوات الجندرمة في تركيا والباسيج في إيران والحرس الوطني الجمهوري في البرتغال وقوات الأمن المركزي في مصر وقوات الحشد الشعبي في العراق والقوات المساعدة المغربية في المغرب.

## أمثلة
- الحشد الشعبي (العراق).
- الصحوات العراقية (العراق).